# Považský hrad
Považský hrad je zřícenina středověkého hradu v katastrálním území města Považská Bystrica. První písemná zmínka o něm pochází z roku 1316, kdy byl v rukou Matúše Čáka Trenčianského, tzv. pána Tater a Pováží.

## Historie

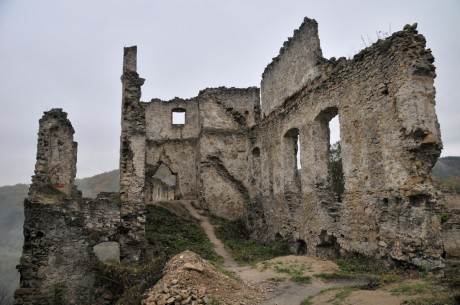
Pohled na palác

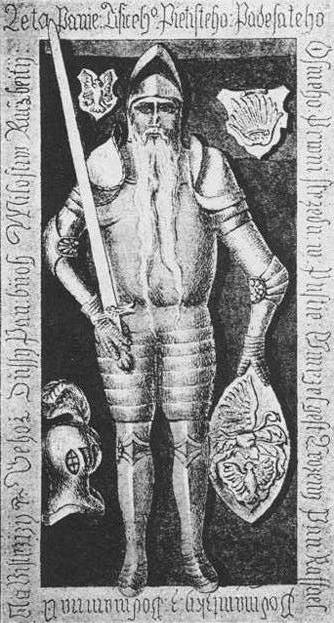
Náhrobek Raffaela Podmanitzkého z roku 1558

První zmínka o Považském hradu pochází z roku 1316, kdy byl uváděn jako Bystrický hrad v držení Matúše Čáka Trenčianského. V roce 1458 jej král Matyáš daroval Podmanickovcům (známí jsou hlavně Ján a Rafael). Noví majitelé opravili všechny objekty a hrad rozšířili. Velký požár v roce 1543 těžce poškodil jednotlivé stavby. Při opravě byly pozměněny některé architektonické prvky a hrad byl rozšířen o podhradí. Podmanickovcům patřil hrad až do jejich vymření v roce 1558. Další majitelé, Balassovci, adaptovali starý palác a provedli další opravy ostatních budov. Navzdory opravám v roce 1631 opustili nepohodlný hrad a přestěhovali se do nového renesančního zámečku pod hradem. V roce 1684 obléhalo hrad vojsko císaře Leopolda I., když jej krátce předtím obsadila thökölyovská vojska. Z obavy, aby sa nestal sídlem povstalců jej císař nechal v roce 1698 zničit. Zdejší panství v roce 1895 koupil baron Popper.

## Stavební podoba
Nejstarší částí hradu byla věž, stojící na nejvyšším bodě skalnatého vrcholu a gotický palác. Velké podhradí oválného tvaru obklopovala hradba, která chránila ze severovýchodu dvě hranolovité věže. Přístupová cesta, vedoucí na hrad ze severovýchodu, je v terénu dodnes viditelná. Vstupní bránu chránila hranolovitá věž s barbakanem.
Částečně se dochovaly zdi paláce, věží a opevnění. Na paláci jsou viditelné otvory oken, místy se zachovanými renesančními římsami. Z bývalých hospodářských budov, postavených na nádvoří, jsou viditelné pouze části zdí, případně jejich základy. V některých prostorách se nacházejí zbytky renesančních kleneb.

## Přístup
Přístup na hrad je možný přes Považské Podhradie, místní část Považské Bystrice, 4 km na sever od centra města, na pravém břehu Váhu pod zříceninou hradu (původně byla obec především sídlem hradního služebnictva). Jezdí sem městská hromadná doprava z autobusového nástupiště v Považské Bystrici.